# Zarétxie (Irkutsk)
|  | Per a altres significats, vegeu «Zarétxie». |

Zarétxie (en rus: Заречье) és un poble de l'óblast d'Irkutsk, a Rússia, que en el cens del 2010 tenia 366 habitants.